# Крутоярка (Омская область)
Крутоярка — деревня в Тевризском районе Омской области России. Входит в состав Петровского сельского поселения.

## География
Деревня находится в северной части Омской области, на реке Старая Сырца.

## Население
| 2010 |
| ---- |
| 1    |

Гендерный состав
По данным Всероссийской переписи населения 2010 года в гендерной структуре населения из 1 человека мужчины составляли 100 %.
Национальный состав
Согласно результатам переписи 2002 года, в национальной структуре населения русские составляли 100 % от общей численности населения в 1 чел..

## Инфраструктура
Было личное подсобное хозяйство.

## Транспорт
Находится рядом с автодорогой «Тара — Усть-Ишим» (идентификационный номер 52 ОП РЗ К-17).